# Pomeje
Pomeje nebo pomyje jsou nejznámější a nejužívanější strava, podávaná praseti domácímu. Jsou to většinou zbytky jídel z hospod, jídelen a špíny z nádobí. Ve vesnických domácnostech zbytky od snídaně, oběda, večeře smíchané v jedno. Základní surovinou pro přípravu pomejí ale stále zůstává obilný šrot a mléko, za účelem dobrého růstu. Pomeje se dělí na řídkou, povětšinou servírovanou praseti domácímu a hustou pomeji, známou jako chutný pokrm pro drůbež.[zdroj?]
Krmit hospodářská zvířata kuchyňským odpadem je ovšem v rámci Evropské unie z roku 2002 zakázáno. Jedním z důvodů je nebezpečí zavlečení nákaz, např. afrického moru prasat, právě se zahraničními potravinami.